# Croesoactia cincta
Croesoactia cincta là một loài ruồi trong họ Tachinidae.